# Мартин Батурина
Мартин Батурина (Сплит, 16. фебруар 2003) је хрватски фудбалер који тренутно наступа за Комо 1907. Игра на позицији везног играча.

## Успеси
Динамо Загреб
- Прва лига Хрватске (3) : 2020/21,[8] 2021/22,[9] 2022/23.[10]
- Суперкуп Хрватске  (2) : 2022,[11] 2023.[12]

Појединачни
- Најбољи млади играч Прве лиге Хрватске: 2023.[13]
- Идеални тим Прве лиге Хрватске: 2023.[13]